# Дуке де Кашијас
Дуке де Кашијас (порт. Duque de Caxias) град је у Бразилу у савезној држави Рио де Жанеиро. Према процени из 2007. у граду је живело 842.686 становника.

## Становништво
Према процени из 2007. у граду је живело 842.686 становника.
| 1991.   | 2000.   |
| ------- | ------- |
| 667,821 | 775,456 |